# DNA Solutions
DNA Solutions es el nombre de un grupo de empresas de análisis de ADN fundado por el biotecnólogo Vern Muir en Australia en 1997. Vern Muir ideó para DNA Solutions el “kit casero” para la realización de pruebas de paternidad en 1997. DNA Solutions cuenta con laboratorios, oficinas y otras sedes en varios países, incluidos España, Panamá o Colombia.

## Historia

### DNA Solutions en Australia
Tras graduarse en la Universidad RMIT, Vern Muir comenzó a trabajar en el ámbito de la genética molecular desarrollando un análisis que permitía sexar aves utilizando el ADN de las células epiteliales adheridas a sus plumas.
Tras recibir numerosas consultas sobre la posibilidad de realizar pruebas de paternidad por ADN, Vern Muir decide fundar DNA Solutions en Melbourne y ofrecer estos análisis directamente a particulares a través de un “kit casero” ideado por él y que se remitía a los clientes por correo. Este método permitía que los interesados pudieran recoger sus propias muestras de ADN de forma fiable para enviarlas luego al laboratorio de DNA Solutions para su análisis. Era la primera vez que se ofrecía un sistema de toma de muestras no presencial para la prueba de paternidad. Esto permitió igualmente que se incorporara el concepto de la prueba de paternidad privada, es decir, dar la opción de realizar una prueba de ADN sin que ésta estuviera ligada a un procedimiento judicial, sino que eran los propios interesados los que solicitaban el análisis para una confirmación personal.
Pronto, la cartera de pruebas de ADN disponibles en DNA Solutions fue aumentando. Además de utilizar los análisis de ADN para la prueba de paternidad, se aplicaron protocolos similares a través del análisis del ADN autosómico para el estudio de la maternidad y de otros parentescos, así como para la verificación de la homocigosidad en gemelos. Además, se incorporaron otros análisis de ADN (cromosoma Y, cromosoma X y Adn mitocondrial), que ofrecían más alternativas para verificar parentescos entre individuos.

### DNA Solutions en España
Debido a la creciente demanda de pruebas de ADN privadas, se crearon sedes en distintas partes del mundo para mejorar la atención a los clientes y la logística fuera de Australia.
Así, en 2002 se funda DNA Solutions S.L. en España. Desde esta sede se atiende a clientes de la península ibérica, así como de otros países europeos y del norte de África.

### Expansión global
Además de la filial española y de un segundo laboratorio en China, se abren nuevas oficinas en otros países como Reino Unido, Estados Unidos o Ucrania. Por otra parte, también se establece un tercer laboratorio en Panamá, valorando su situación estratégica en América Central, con la finalidad de atender la demanda de todo el continente americano.

## Servicios de análisis de ADN

### Cromosoma Y
DNA Solutions ofrece pruebas de parentesco a través del análisis del ADN del cromosoma Y. Este test permite confirmarsi dos o más hombres comparten la misma línea paterna.

### Cromosoma X
DNA Solutions ofrece una prueba de parentesco a través del análisis de ADN del cromosoma X. Esta prueba se utiliza principalmente para saber si dos o más mujeres tienen el mismo padre biológico. También se utiliza para verificar el parentesco entre una abuela paterna y su supuesta nieta.

### ADN Autosómico
DNA Solutions utiliza el análisis del ADN autosómico para varios tipos de pruebas: para el test de paternidad, el test de maternidad, los análisis de homocigosidad en gemelos, pruebas de parentesco y para el servicio de perfil de ADN. DNA Solutions analiza entre 18 y 25 marcadores del ADN autosómico en sus pruebas.

## Tipos de muestras de ADN
El kit de toma de muestras creado por DNA Solutions utiliza el frotis o raspado bucal como método de extracción de material biológico para la obtención de ADN. Este kit incluye unas torundas o cepillos de citología para la realización del frotis bucal.
DNA Solutions también acepta muestras de frotis bucal recogidas con bastoncillos de algodón. La empresa proporciona instrucciones específicas para la extracción de las muestras de ADN con bastoncillos.
Además, DNA Solutions acepta otras muestras biológicas para sus análisis como cabellos, trozos de uñas o sangre. La empresa cobra un suplemento por el análisis de estas muestras y publica un listado completo de las muestras que pueden aceptar.

## DNA Art
DNA Solutions ofrece un test llamado "DNA Art". Este servicio consiste en analizar el perfil genético de un individuo para transferirlo a una imagen en color. El sistema utilizado no permite la identificación de la persona analizada a partir de esta imagen. Este servicio se basa en las imágenes que se obtienen al analizar el ADN por electroforesis.